# Gottfried Fuchs
Gottfried Fuchs (Karlsruhe, 3 mei 1889 – Montreal, 25 februari 1972) was een Duits voetballer.

## Loopbaan
Fuchs begon zijn carrière bij Düsseldorfer SC 99 en maakte in 1907 de overstap naar Karlsruher FV, waar hij in 1910 landskampioen mee werd. Fuchs speelde tussen 1911 en 1913 zes keer voor het nationale elftal en ging ook mee naar de Olympische Spelen in 1912. Bij de interland tegen Rusland scoorde Fuchs tien keer, het werd 16-0, de grootste Duitse overwinning ooit. Hiermee vestigde hij een wereldrecord dat bleef staan tot Archie Thompson het in 2001 verbrak, toen die dertien keer scoorde in de interland Australië-Amerikaans-Samoa. Zijn laatste interland speelde hij in 1913 toen het land met 2-6 verloor van België.
In 1937 vluchtte Fuchs uit Duitsland daar hij van joodse afkomst was. Eerst ging hij naar Zwitserland, dan naar Frankrijk en in 1940 uiteindelijk naar Canada. Na de Rassenwetten van Neurenberg werd zijn naam uit vele Duitse voetbalstatistieken gewist. In Canada nam hij de naam Godfrey Fochs aan.
Voor voetballer Sepp Herberger was Fuchs zijn idool in zijn jeugdjaren. In mei 1972 zou Duitsland tegen de Sovjet-Unie spelen om het Olympiastadion in München in te wijden. Herberger stelde voor om Fuchs als eregast uit te nodigen, echter wees de Duitse voetbalbond zijn voorstel af. Zelfs bij een positief antwoord had dit niet mogen baten, daar Fuchs in februari van dat jaar overleed aan een herseninfarct.
- Gemeinsame Normdatei: 1012714632
- Virtual International Authority File: 171853420
- WorldCat: E39PBJcwyvHHHW8CQjWkDPKWXd